# Poul Heegaard
Poul Heegaard (født 2. november 1871 i København, død 7. februar 1948 i Oslo) var en dansk matematiker, søn af Sophus Heegaard.
Heegaard blev student fra Metropolitanskolen i 1889 og tog i 1893 magisterkonferensen; han studerede derefter et år i Paris og Göttingen og vandt 1898 doktorgraden ved afhandlingen: Forstudier til en topologisk Teori for de algebraiske Fladers Sammenhæng. I de nærmest følgende år ansattes han som lærer ved flådens kadetskole og officersskole, ved skolen for skibsbygning og maskinvæsen samt ved hærens officersskoles ældste klasse; han har udarbejdet flere lærebøger til brug ved disse undervisningsanstalter.
Heegaard var i nogle år faglig medhjælper ved de lærde skolers undervisningsinspektion, og i 1909 blev han delegeret for Danmark i den internationale kommission vedrørende matematikundervisning. I 1910 ansattes han som professor i matematik ved Københavns Universitet, men fra denne stilling trak han sig tilbage i 1917. Samme år udnævntes han til professor i matematik ved universitetet i Kristiania; året efter optog det norske Videnskabernes Selskab ham som medlem.
Heegaard har beskæftiget sig meget med astronomien og har bidraget til at popularisere dens resultater, dels ved en fortræffelig lærebog (1901), der særlig fremdrager den historiske udvikling, dels ved en række folkeuniversitetsforedrag 1901—07. Heegaard udsendte i 1923 værket Stjerneverdenen og udgav sammen med Friedrich Engel Sophus Lies samlede afhandlinger. I 1919—22 redigerede han "Norsk mathematisk Tidsskrift".
Han blev Ridder af Dannebrog i 1918.